# Côte des Dunes
Il Côte des Dunes è un traghetto appartenente alla società BNP Paribas ed in gestione alla compagnia di navigazione danese DFDS.

## Servizio
Varato il 19 maggio 2001 nei cantieri navali Aker Finnyards di Rauma con il nome di Seafrance Robin e consegnato il 10 novembre successivo alla Seafrance, prende servizio il 29 novembre nei collegamenti tra Dover e Calais.

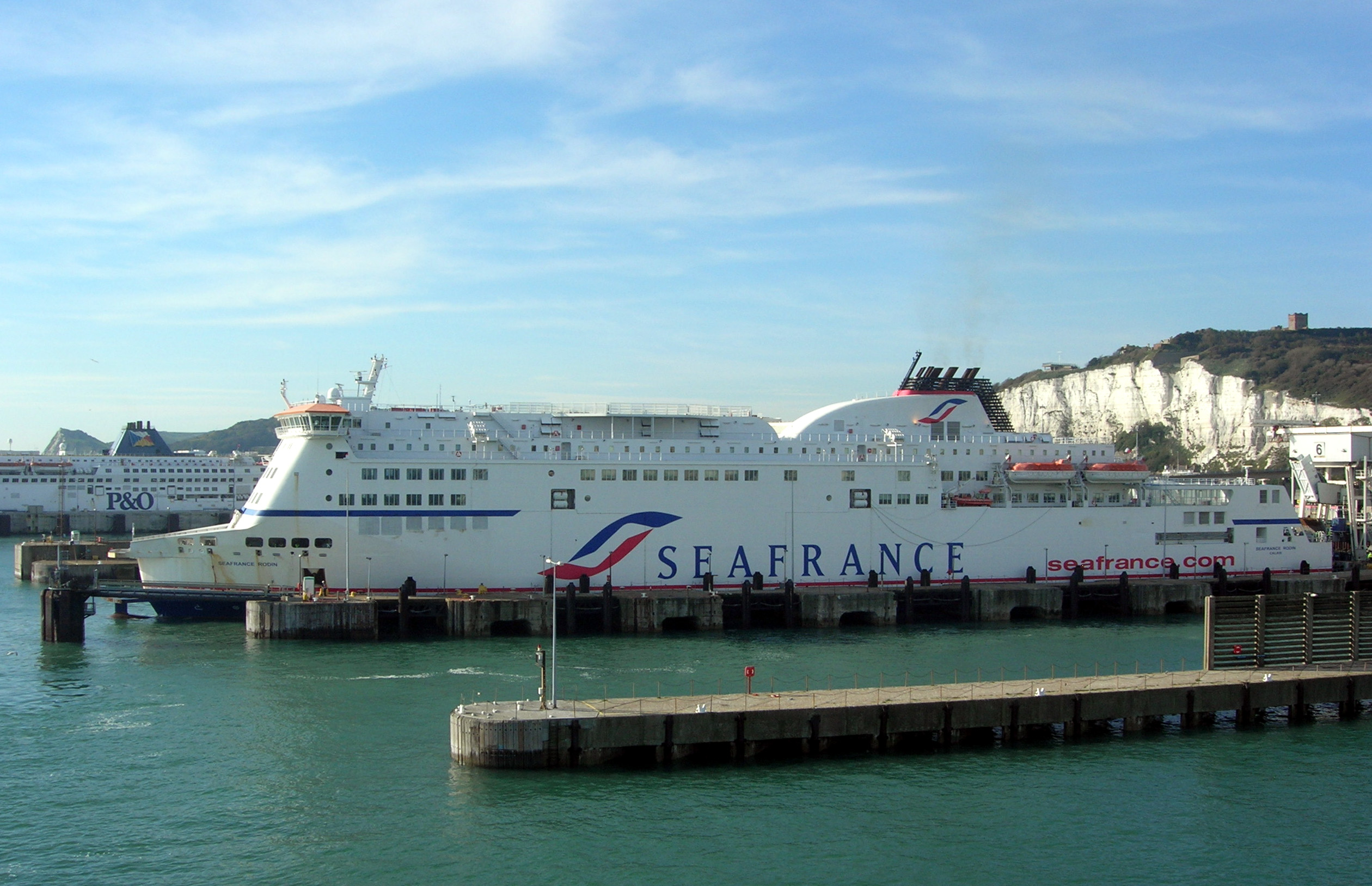
Il Seafrance Rodin ormeggiato a Dover nel 2006.

Il 16 novembre 2011, in seguito ai problemi finanziari della compagnia armatrice, viene disarmato a Calais.
Il 9 gennaio 2012, con il definitivo fallimento della Seafrance, viene messo all'asta. L'11 giugno viene venduto alla Euro-Transmanche SAS ed il 9 luglio salpa da Calais per i cantieri di Dunkerque, dove viene ribattezzato Rodin nove giorni dopo.
Il 20 agosto torna in servizio nei collegamenti tra Dover e Calais sotto le insegne della MyFerryLink.
Il 22 giugno 2015 viene noleggiato alla DFDS, con la quale prende servizio il 1º settembre successivo.
Il 13 settembre 2015 viene trasferito al rimorchio in cantiere a Dunkerque, dove viene sottoposto a lavoro di ristrutturazione. Il 2 febbraio 2016 viene ribattezzato Côte des Flandres ed il 10 febbraio torna in servizio nella Manica.

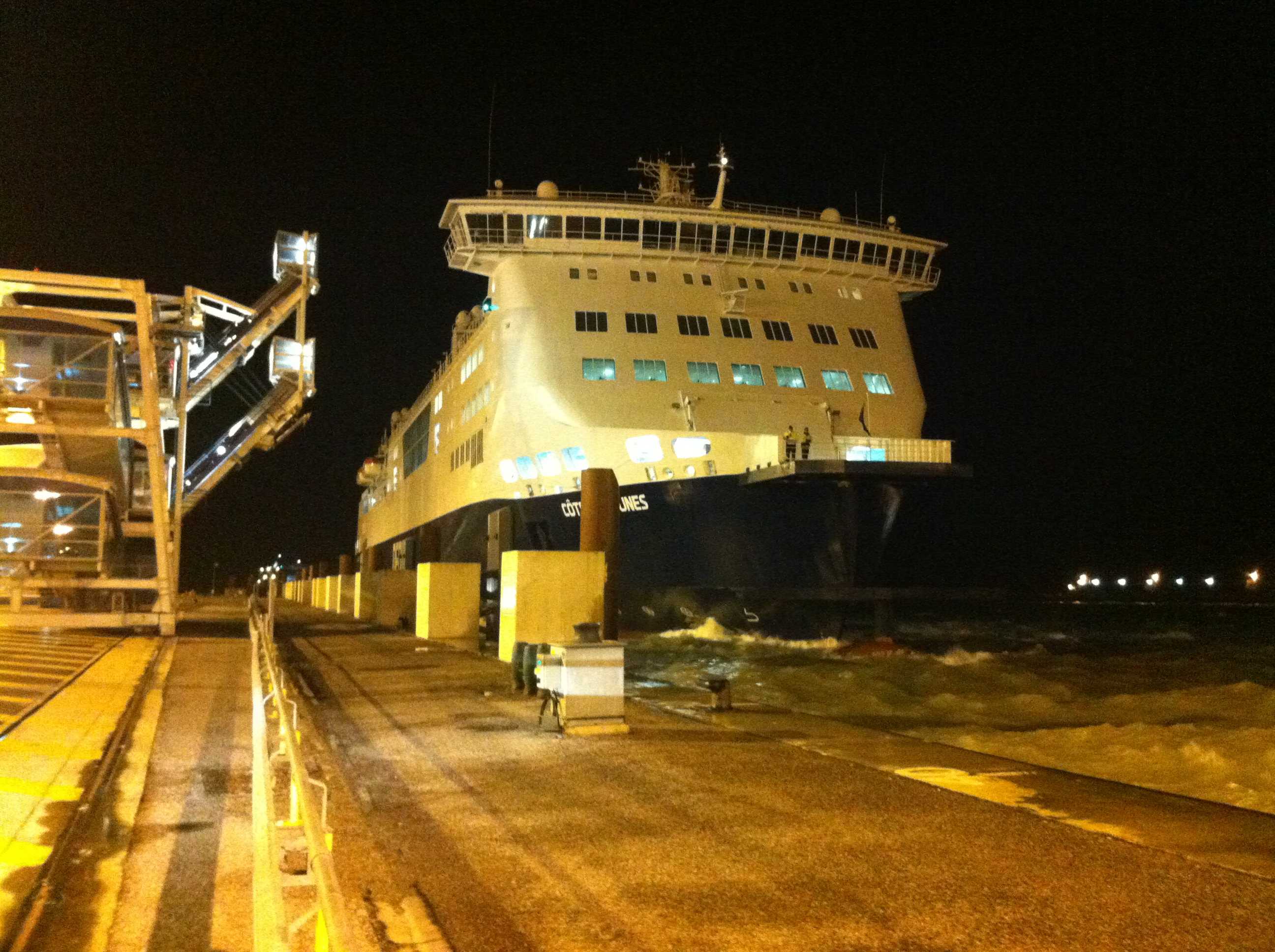
Il Côte des Dunes ormeggiato a Calais nel 2016.

Il 23 giugno 2017 viene venduto a titolo definitivo alla DFDS e successivamente trasferito alla società BNP Paribas, venendo a sua volta noleggiato di nuovo alla DFDS per 5 anni e mezzo a scafo nudo.

## Navi gemelle
- Côte des Flandres